# 최유란
최유란(1978년 10월 11일 ~ )은 대한민국의 배우이다. 1995년 미스롯데 진으로 데뷔했다.

## 학력
- 언남고등학교
- 서울예술대학 방송연예과

## 출연작

### 영화
- 2006년 《카리스마 탈출기》... 수란 역
- 2001년 《두사부일체》... 박경실 역
- 2000년 《진실게임》... 회장 역

### 드라마
- 2003년 MBC 《남자의 향기》
- 1999년 SBS 《순풍산부인과》 ... 어린 시절의 오미선 역
- 1999년 KBS2 《유정》 ... 김월계 역
- 1998년 MBC 《베스트 극장 - 공춘택 씨의 계약결혼》 ... 다방 레지 진영 역
- 1997년 MBC 《신데렐라》 ... 어린 시절의 장혜진 역
- 1996년 MBC 《전원일기》 ... 김보배 역
- 1996년 MBC 《사과꽃 향기》 ... 서영은 역